# Уланово (Верхнеуслонский район)
Уланово (тат. Олан) — деревня в Верхнеуслонском районе Татарстана. Входит в состав Кильдеевского сельского поселения.

## География
Находится в западной части Татарстана на расстоянии приблизительно 27 км на юго-запад от районного центра села Верхний Услон у речки Чонгара.

## История
Известна с 1565—1568 годов.  Имение Уланово впервые упоминается в переписи 1646 года, как дарованное за службу Улану Молостову. В 1802—1805 годах была построена Спасо-Преображенская церковь.

## Население
Постоянных жителей было в 1646 году — 25, в 1782 — 248 душ мужского пола, в 1859 — 702, в 1897 — 765, в 1908 — 868, в 1920 — 847, в 1926 — 694, в 1938 — 575, в 1949 — 444, в 1958 — 319, в 1970 — 205, в 1979 — 133, в 1989 — 137. Постоянное население составляло 120 человек (русские 81 %) в 2002 году, 79 — в 2010.